# Bandiera dell'Oblast' di Leningrado
La bandiera dell'Oblast' di Leningrado è stata adottata il 9 dicembre 1997

## Descrizione
La bandiera dell'Oblast' di Leningrado è stata approvata il 9 dicembre 1997. È un pannello rettangolare con un rapporto lunghezza/larghezza di 3:2. Su un campo bianco al centro è raffigurato lo stemma dell'Oblast' di Leningrado sotto forma di uno scudo araldico blu.